# .iso
Una immagine ISO è un file archivio contenente un'immagine disco. Generalmente il contenuto dell'immagine corrisponde ad un supporto ottico (come un CD-ROM o un DVD) e presenta un file system in sola lettura basato sullo standard ISO 9660.
Al contrario dei file archivio che vengono normalmente estratti con una procedura di decompressione, le immagini ISO vengono montate e rese disponibili come volume. È tuttavia possibile utilizzare software specifici per effettuare la copia dei file o per la masterizzazione su un disco ottico.

## Utilizzo
Le immagini ISO possono essere utilizzate per salvare su un singolo file tutti i dati contenuti su un CD/DVD, esattamente come sono stati scritti. In questo modo, si potrà rimasterizzare in seguito l'immagine, emularla con particolari software o renderla disponibile su reti P2P in modo semplice.

## Masterizzazione
L'utilizzo più comune dei file .iso è quello di essere masterizzato su CD o DVD vergine in modo da riportare il contenuto direttamente sul supporto masterizzato. Questo CD/DVD appena masterizzato si comporterà esattamente come il CD/DVD di origine, sia esso un CD di boot o di semplice installazione di programmi.
All'incirca dalla seconda metà degli anni 2010, stante le capacità sempre più grandi delle unità flash USB e i prezzi sempre più bassi, le immagini ISO sono più frequentemente riversate su queste invece che su DVD. In questi casi il termine "masterizzazione" è un poco improprio; a parte il termine tecnico montare si può utilizzare "copiare" o "creare" o "decomprimere". Se il sistema operativo non ha la funzione di creazione di chiavette USB da immagine ISO, si può ricorrere a svariati programmi disponibili in rete, anche gratuiti.
In ambo i casi occorre prestare attenzione quando il supporto creato deve essere avviabile all'accensione (o riavvio) del dispositivo (ad esempio nel caso di immagini ISO di installazione di sistemi operativi o strumenti di ripristino): se si utilizzano programmi di parte terza bisogna verificare di aver impostato correttamente l'opzione di unità avviabile.

## Utilizzo alternativo

### Archivio
I file immagine con estensione .iso vengono letti da molti programmi, tra i quali WinISO e WinRAR che sono in grado di decomprimerli nella cartella indicata, salvandone il contenuto sull'hard disk. Questa soluzione è solitamente sconsigliabile poiché uno dei vantaggi dei file .iso è quello di memorizzare anche informazioni quali la posizione dei file su CD/DVD o l'etichetta di volume, che vengono perse se si estrae il file .iso.

### Emulazione
Un altro modo nel quale il formato viene utilizzato è quello dei programmi di emulazione, che creino un drive virtuale aggiuntivo nel computer, a cui è possibile associare (montare) il file .iso e che il sistema operativo vedrà a tutti gli effetti come un lettore CD/DVD dal quale è possibile accedere al contenuto del file .iso.
Il vantaggio di adottare questo metodo è quello di una maggiore velocità di installazione, avvio ed esecuzione dei comandi, in quanto la lettura avviene dall'hard disk (più veloce rispetto a qualsiasi lettore CD/DVD).
Esistono numerosi software in grado di svolgere questa operazione, molti dei quali gratuiti. Il sistema operativo Windows 8 (e successivi) riconosce i file .iso e permette di montarli creando un'unità disco virtuale senza bisogno di installare programmi specifici.
Al contempo, sui sistemi operativi derivati da Linux basta eseguire da terminale il comando: " mount -o loop [immagine] [ punto di mount ] ".